# John Butler Yeats

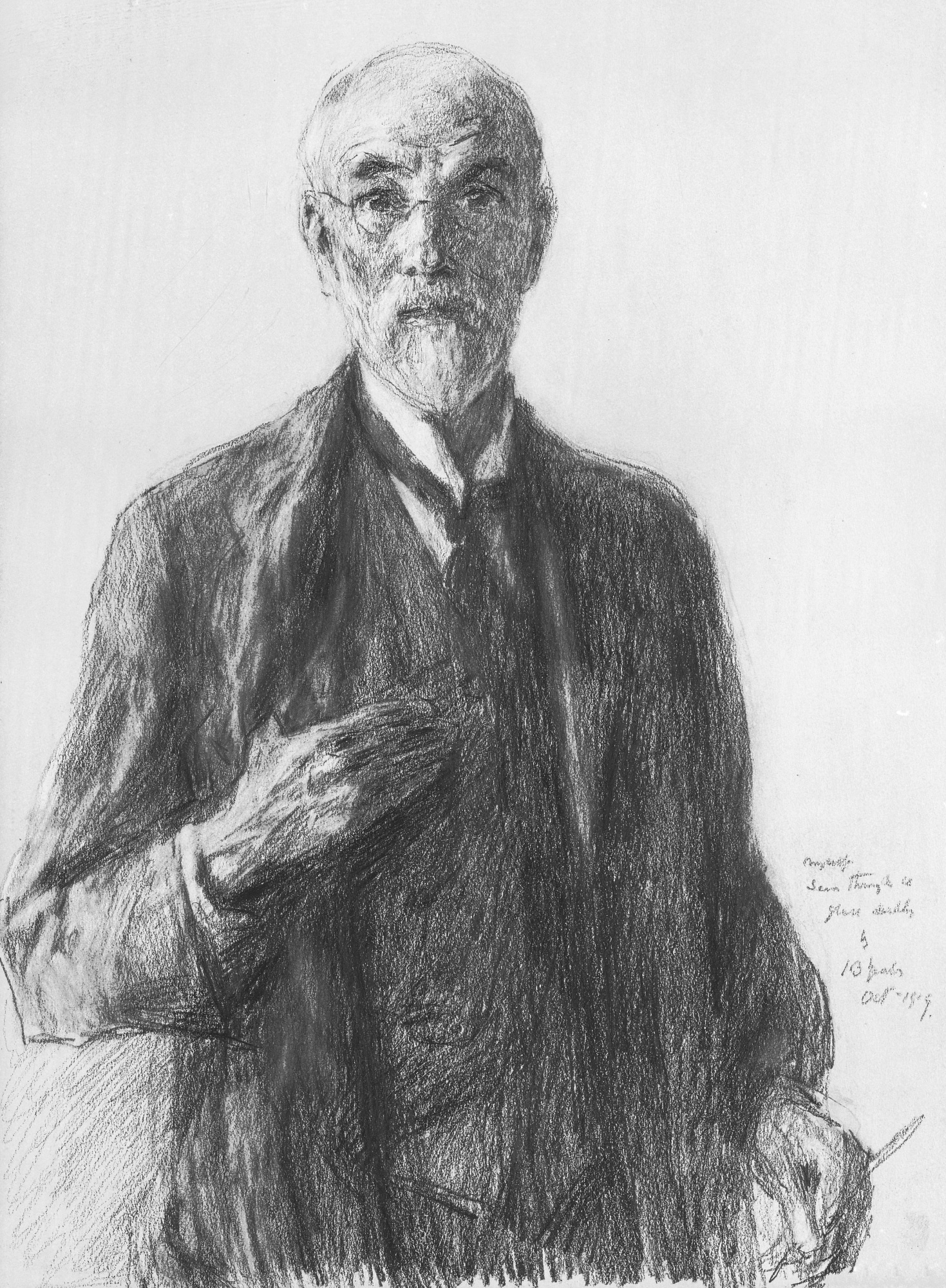
Zelfportret (1919)

John Butler Yeats (Tullylish, County Down, Ierland, 16 maart 1839 – New York, 3 februari 1922) was een Iers kunstschilder. Hij was de vader van de dichter William Butler Yeats en de schilder en schrijver Jack Butler Yeats. Ook zijn dochters Susan en Elizabeth waren actief in de kunstwereld, evenals zijn kleindochter en de dochter van William Butler, Anne Yeats.

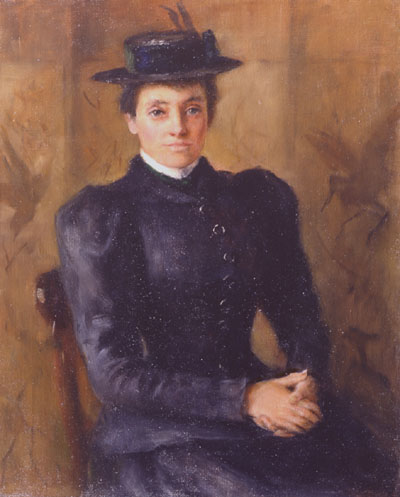
Portret van Jenny Yeats door John Butler Yeats

Werk van John Butler Yeats is o.a .te vinden in het Yeats museum in de National Gallery of Ireland. Vooral zijn portretten van zijn zoon William en van de Ierse dichter en politiek activist John O’Leary zijn bekend.
Yeats studeerde aan het Trinity College in Dublin. Hij begon een juridische loopbaan alvorens hij in 1867 begon met schilderen en studeerde aan  Hearthleys Art School in Londen. Mogelijk is een deel van zijn vroege werk verloren gegaan in de Tweede Wereldoorlog.  Wel is duidelijk dat hij als portretschilder opdrachten genoeg kreeg, gezien het nog aanwezige werk in privébezit in Ierland, Engeland en de Verenigde Staten. Omdat er weinig gegevens zijn over de verkoop van zijn werken, is niet bekend hoeveel werken zich precies in privécollecties bevinden.
Yeats was niet erg zakelijk ingesteld en verkeerde dan ook regelmatig in minder florissante financiële omstandigheden. Hij verhuisde vaak en woonde nu eens in Engeland en dan weer in Ierland. In december 1907, op 69-jarige leeftijd, verhuisde hij met zijn dochter Lily naar New York en keerde niet meer naar Ierland terug. 